# Svein Rosseland
Svein Rosseland (Kvam, Hardanger, 31 de marzo de 1894-Bærum, 19 de enero de 1985) fue un astrofísico noruego, pionero en el campo de la astrofísica teórica.

## Biografía
Rosseland nació en Kvam, en Hardanger, Noruega, el más joven de nueve hermanos. Superó los exámenes finales en Haugesund en 1917, tras lo que ingresó en la Universidad de Oslo. En 1919 abandonó la Universidad después de tan solo tres semestres, para trabajar como profesor ayudante con el meteorólogo Vilhelm Bjerknes en la Escuela de Meteorología de Bergen. En 1920 se trasladó al Instituto de Física (actualmente Instituto Niels Bohr) en Copenhague, donde conoció a Niels Bohr y a otros físicos prominentes, y donde escribió dos artículos origen de posteriores trabajos. Entre 1924 y 1926 fue miembro del Instituto Rockefeller durante su etapa en el Observatorio del Monte Wilson en Pasadena, California.
En 1927 se doctoró en la Universidad de Oslo, donde trabajó como profesor de 1928 a 1964, fundando y dirigiendo a partir de 1934 el Instituto de Astrofísica Teórica (Institutt for Teoretisk Astrofysikk), gracias a sus gestiones para conseguir financiación de la Fundación Rockefeller. Entre 1929 y 1930 fue profesor invitado en el Observatorio del Harvard College. En 1934 fundó la revista Astrophysics Norvegica, publicada por la Academia Noruega de Ciencias y Letras. En 1936 publicó su libro de texto Astrofísica Teórica,  que incluía numerosas contribuciones originales. También fue decisivo impulsando la construcción del edificio del Analizador de Oslo, finalizado en 1938, que durante cuatro años fue el analizador diferencial más potente del mundo.
Con la ocupación alemana de Noruega en la Segunda Guerra Mundial, huyó a los Estados Unidos, donde fue nombrado profesor en la Universidad de Princeton. En 1943 se trasladó a Londres para trabajar en el desarrollo del radar para el Ministerio de Defensa del Aire Británico y posteriormente colaboró con el Almirantazgo, dedicándose al estudio de las explosiones submarinas. También asesoró a la Time Corporation de los EE. UU., una compañía que posteriormente pasaría a ser de propiedad noruega con el nombre de Timex. En los años finales de la guerra se dedicó a la investigación militar en la Universidad de Columbia.
Rosseland regresó a Noruega en 1946. En la posguerra estuvo implicado en el desarrollo de la política de investigación noruega, interviniendo en la creación del Instituto de Tecnología Energética (fundado en 1948) y de la Academia Noruega de Ciencias Tecnológicas (fundada en 1955). Así mismo, estuvo detrás de la creación del Observatorio Solar Harestua, localizado en Gunnarshaugen (Oppland), inaugurado en 1954.

## Legado

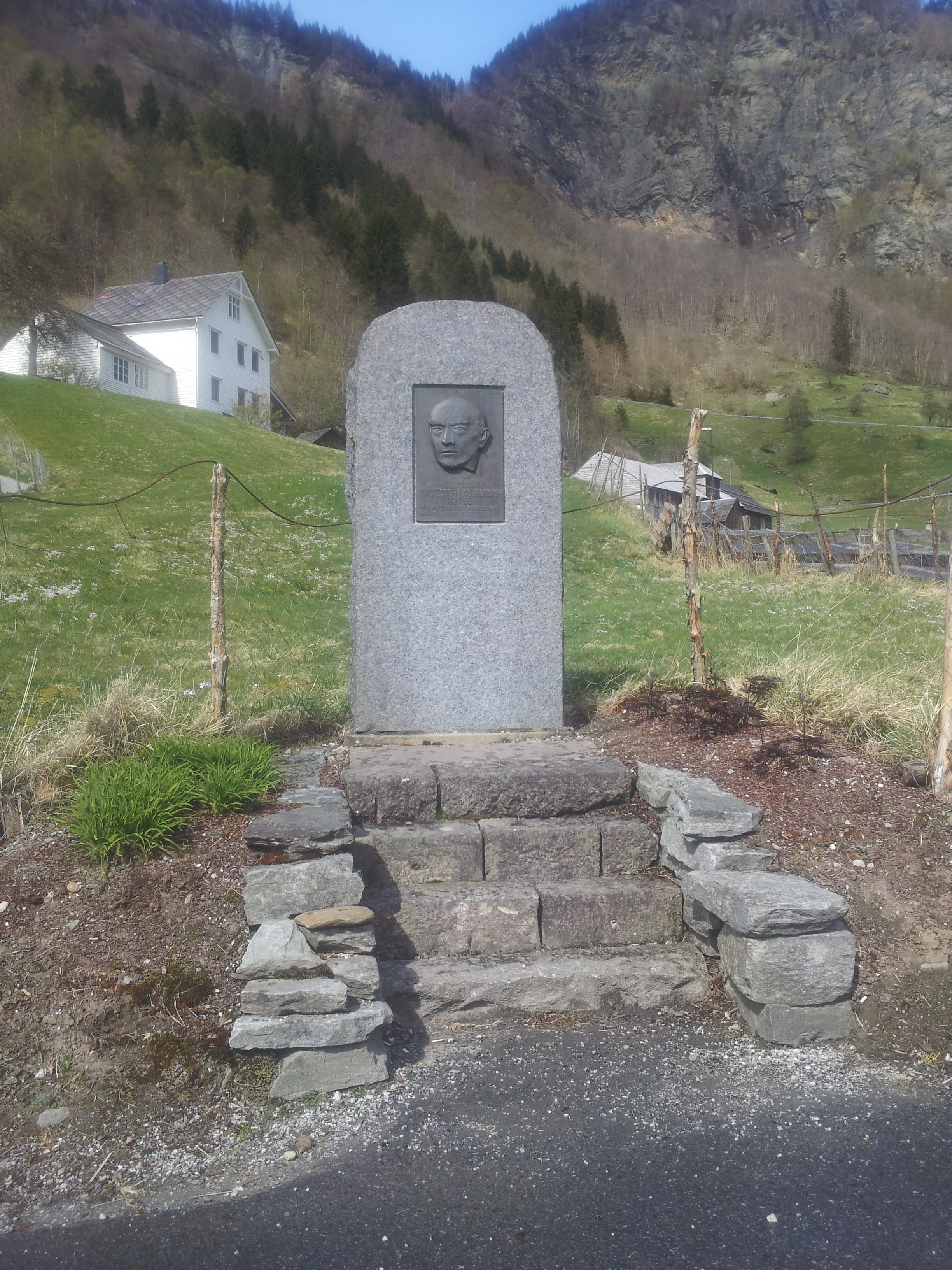
Busto de Rosseland en Steindalsfossen, Noruega

- En 1957 fue nombrado Comendador de la Orden de San Olaf.
- El asteroide (1646) Rosseland[8] y el cráter lunar Rosseland[9] conmemoran su nombre.
- El concepto de Opacidad media de Rosseland hace referencia a su nombre.
- El Instituto de Astrofísica Teórica de la Universidad de Oslo alberga la "Casa Svein Rosseland".
- En honor del 100º aniversario de su nacimiento, se celebró un simposio organizado por la Academia Noruega de Ciencias y Letras en Oslo en junio de 1994.
- Tiene dedicado un busto conmemorativo en Steinsdalsfossen, cerca de su casa en Norheimsund.[10][11]

## Trabajos seleccionados
- On the Internal Constitution of the Stars, 1925
- The Principle of Quantum Theory,  1930
- On the Stability of Gaseous Stars,  1931
- Astrophysik auf atomtheoretischer Grundlage,  1931
- Theoretical Astrophysics,  1936
- Jorda og universet. Matematisk geografi, 1940
- The Pulsation Theory of Variable Stars,  1949